# Maraschino Cherry
Maraschino Cherry és una pel·lícula pornogràfica hardcore i de comèdia estatunidenca estrenada el 1978. La pel·lícula va ser dirigida per Radley Metzger (com a "Henry Paris") i filmada en diversos exteriors de la ciutat de Nova York; va ser la seva cinquena i última pel·lícula hardcore.

## Argument
Maraschino Cherry (Gloria Leonard), la propietària d'una agència d'escorts de gran classe a Nova York, ensenya a la seva germana petita Penny Cherry (Jenny Baxter) sobre el negoci Les dues germanes reflexionen sobre una sèrie d'episodis eròtics relacionats amb el servei i els seus clients, ple de jocs de paraules i insinuacions humorístiques.

## Reparatiment
- Gloria Leonard - Maraschino "Mara" Cherry
- Jenny Baxter - Penny Cherry, germana de Maraschino Cherry
- Lesllie Bovee - assistent personal de Maraschino
- Annette Haven - noia del Piano Bar
- C. J. Laing - Un esclau
- Constance Money - una Escort
- Eric Edwards - un Client
- Michael Gaunt - un Client
- Susan McBain - un Escort
- Wade Nichols - xicot

## Recepció
Un crític de cinema assenyala que "[Maraschino Cherry] pot no ser el millor moment [Metzger]", però que és "... encara és una pel·lícula ben rodada... el diàleg està ben escrit, l'humor genuïnament divertit...". Un altre crític escriu: "La majoria de les pel·lícules de Metzger són conegudes pel seu humor poc convencional i el seu diàleg enginyós." Maraschino Cherry està plena [de] moltes peces d'escenari de comèdia divertides...".

## Versió remasteritzada
El 2009, DistribPix va llançar una remasterització completa de la pel·lícula, amb la total col·laboració del director. El resultat va tenir una exposició limitada als cinemes, però el resultat principal del projecte va ser la primera versió oficial remasteritzada en DVD. Una llista de la banda sonora de la pel·lícula fou editada anteriorment.

## Banda sonora
| Núm. | Títol                      | Artista         | Durada |
| ---- | -------------------------- | --------------- | ------ |
| 1.   | «A Man Alone»              | Alan Hawkshaw   | 4:23   |
| 2.   | «Disco King»               | Keith Mansfield | 3:01   |
| 3.   | «Get Ready, Get Set, Fly!» | Alan Hawkshaw   | 1:58   |
| 4.   | «Hombre Solo»              | Simon Munting   | 2:08   |
| 5.   | «Man Of Means»             | Alan Hawkshaw   | 3:16   |

| Núm. | Títol                     | Artist        | Durada |
| ---- | ------------------------- | ------------- | ------ |
| 6.   | «Midnight Blue»           | Simon Benson  | 3:17   |
| 7.   | «Night Drive»             | Simon Benson  | 3:00   |
| 8.   | «Private Thoughts»        | Steve Gray    | 2:16   |
| 9.   | «Take It Steady»          | Brian Bennett | 2:18   |
| 10.  | «Theme Maraschino Cherry» | Nick Ingman   | 1:59   |